# 臺北州立臺北第四中學校
台北州立台北第四中學校成立於1941年4月1日。首任校長為堀再平，設立之初於台北一中舊宿舍上課，並預定於今日六張犁和平高中之處建立校舍，但因時值第二次世界大戰，校舍興建事宜擱置。
二戰結束後，原台北一中、台北四中臺籍學生決定合併復學，自資聘任教師。1945年10月29日於永樂國民學校（今永樂國小）復學，12月6日加入台北三中臺籍學生，並改於日新國民學校（今日新國小）上課；八日後，臺灣省政府教育處下令台北一、三、四中臺籍學生合併為臺灣省立台北第一中學，於台北一中之舊宿舍上課，並由前台北四中校長小林敏郎暫代校長職務。1946年，台北第一中學改稱臺灣省立臺北建國中學，日籍學生則另行安置歸國。
現今，台北州立台北第四中學校由臺北市立松山高級工農職業學校繼承該校地。